# 黒沢ビル
黒沢ビル（くろさわビル）英称:KUROSAWA BUILDING）は、東京都台東区上野にあるテナントビル。

## 概要
静岡藩医の家に生まれた小川剣三郎（1871年（明治4年） - 1933年（昭和8年））が、大正期に小川眼科医院を現在地に開業した。1923年（大正12年）の関東大震災により建物が焼失、1930年（昭和5年）に現在の鉄筋コンクリート造の小川眼科病院を建設した。その後、小川剣三郎が亡くなるとともに、建物は親族によって受継がれ黒沢ビルと改称されテナントビルとなった。
黒沢ビルの室内には随所にステンドグラスが施されている、玄関入口の欄間には「鶏鳴告暁」、その後方には「立葵」などだが、小川剣三郎の兄の小川三知（1867年（慶応3年）-　1928年（昭和3年））の作品である。

## 沿革
- 正期 - 眼科医・小川剣三郎が当地で眼科を開業
- 923年（大正12年） - 関東大震災により建物が焼失
- 930年（昭和5年） - 小川眼科病院として建設
- 期不詳 - 有限会社黒沢ビル管理に受継がれ黒沢ビルと改称[1]

## 建築概要
- 築面積 - 144m2
- 築主 - 眼科医・小川剣三郎
- 計監理 - 石原暉一
- 工業者 - 不詳

## 文化財

### 登録有形文化財（建造物）
沢ビル
1930年（昭和5年）建築、鉄筋コンクリート造地上3階地下1階建、建築面積：144m2。
録年月日：2005年（平成17年）11月10日、種別：文化福祉、登録基準：造形の規範となっているもの。

## 利用情報
応接室の公開
- 建物用途 - 眼科医院、歯科医院、各種事務所が入居するテナントビル
- 般公開日 - 月1回の一般公開日を設けている - 一般公開日
- 学者寄付 - 文化財維持保存のため寄付を集め、ビルの修繕・維持費用にあてている[3]

## 交通アクセス
- 道
  - JR東日本京浜東北線 - 御徒町駅より 徒歩6分、京浜東北線 - 上野駅より 徒歩10分
  - 京成電鉄京成線 - 上野駅より 徒歩5分
  - 東京メトロ千代田線 - 湯島駅より 徒歩2分、銀座線 - 上野広小路駅より 徒歩4分、日比谷線 - 仲御徒町駅より 徒歩7分
  - 都営地下鉄大江戸線 - 上野御徒町駅より 徒歩5分

## ギャラリー
- 正面の外観（2015年10月撮影）
- エントランス周り（2015年10月撮影）
- エントランス出入り口（2015年10月撮影）
- 出入り口欄間のステンドグラス（2015年10月撮影）
- エントランスホール（2015年10月撮影）
- 同上（2015年10月撮影）